# 国际主义社会主义工人党
国际主义社会主义工人党（西班牙語：Partido Obrero Socialista Internacionalista，缩写为POSI）是西班牙的一个托洛茨基主义政党。1980年，该党成立。1984年，该党在西班牙内政部注册。该党的意识形态是共产主义、马克思主义、托洛茨基主义。该党的政治立场是左翼。该党的青年翼是“青年革命组织”。该党出版刊物《社会主义战斗和真理》。该党曾是第四国际 (重建国际中心)的支部。